# Georges Vandenberghe
Pour les articles homonymes, voir Vandenberghe.
Georges Vandenberghe, né le 28 décembre 1941 à Oostrozebeke et mort le 23 septembre 1983 à Bruges, est un coureur cycliste belge.

## Biographie
Georges Vandenberghe devient professionnel en mai 1963 au sein de l'équipe Faema-Flandria. Il participe à 7 Tours de France de 1965 à 1971. En 1966, il remporta la 13e étape de Revel à Sète, mais son meilleur Tour fut celui de 1968 durant lequel il porta le maillot jaune pendant 11 jours (de la 5e à la 15e étape) et se classa 18e au général. Lors des éditions 1969 et 1970, il est équipier d'Eddy Merckx qui remporte ses deux premiers Tours.
Il a également obtenu des places d'honneur sur les classiques « monuments », se classant troisième du Tour des Flandres 1966 et quatrième de Liège-Bastogne-Liège et de Paris-Roubaix en 1967. 
Il décède le 23 septembre 1983 à Bruges et est enterré à Dudzele.

## Palmarès

### Palmarès amateur
- 1961
  - Week-end spadois
  - Tour du Hainaut
  - 2e d'Anvers-Gand
  - 2e du Trophée San Pellegrino
  - 3e du Triptyque ardennais
- 1962
  - Circuit du Westhoek
  - Tour de Berlin
  - Ronde des Flandres :
    - Classement général
    - 3e étape

  - 2e étape du Tour de la province de Liège
  - 2e de Bruxelles-Liège
  - 3e du Tour de la province de Liège
- 1963
  - 2e du Tour du Loir-et-Cher

### Palmarès professionnel
- 1963
  - 2e du Tour du Nord
- 1964
  - 9ea (contre-la-montre), 12e, 13eb (contre-la-montre) et 14e étapes du Tour du Portugal
  - Circuit des monts du sud-ouest
  - 2e du Grand Prix du canton d'Argovie
  - 3e de Escaut-Dendre-Lys
  - 3e du Circuit des Trois Provinces (Avelgem)
- 1965
  - 2e de la Gullegem Koerse
  - 3e du Circuit du Houtland
- 1966
  - 13e étape du Tour de France
  - 2e du Circuit du Brabant occidental
  - 3e du Tour des Flandres
  - 3e du Circuit du Tournaisis
  - 3e de la Gullegem Koerse
- 1967
  - Flèche enghiennoise
  - 13e étape du Tour d'Italie
  - Tour de la Flandre-Orientale
  - 2e d'À travers la Belgique
  - 4e de Liège-Bastogne-Liège
  - 4e de Paris-Roubaix
  - 10e de la Flèche wallonne
- 1969
  - 2e de la Flèche côtière
- 1970
  - 4e étape de la Semaine catalane
  - Circuit du Tournaisis
  - 2e du Tour de la Flandre-Orientale
  - 3e du Circuit des Trois Provinces (Avelgem)
- 1971
  - 2e du Circuit des Trois Provinces (Avelgem)
- 1972
  - 2e du Circuit du Brabant occidental

## Résultats sur les grands tours

### Tour de France
7 participations
- 1965 : 39e
- 1966 : 60e, vainqueur de la 13e étape
- 1967 : 45e, vainqueur du classement des points chauds
- 1968 : 18e, vainqueur du classement des points chauds,  maillot jaune pendant 11 jours
- 1969 : 56e
- 1970 : abandon (19e étape)
- 1971 : 42e

### Tour d'Italie
5 participations
- 1964 : abandon
- 1965 : 40e
- 1967 : 42e, vainqueur de la 13e étape
- 1968 : 47e
- 1970 : 70e